# Bedayutalang
Bedayutalang is een bestuurslaag in het regentschap Lumajang van de provincie Oost-Java, Indonesië. Bedayutalang telt 1358 inwoners (volkstelling 2010).